# Colgar asperum
Colgar asperum är en insektsart som först beskrevs av Melichar 1902.  Colgar asperum ingår i släktet Colgar och familjen Flatidae. Inga underarter finns listade i Catalogue of Life.